# Declarația de la Montreal
Declarația de la Montreal pentru drepturile umane ale persoanelor lesbiene, gay, bisexuale și transgen este un document adoptat în Montreal pe 29 iulie 2006 de Conferința Internațională a Drepturilor Omului LGBT. Declarația, cu caracter internațional, este o formalizare a cerințelor mișcării pentru drepturi LGBT din toată lumea; declarația va fi prezentată Națiunilor Unite.
Printre cerințele declarației se enumeră:
- sfârșitul criminalizării activității sexuale între persoane de același sex
- acțiune guvernamentală împotriva crimelor de ură, și suport pentru cei care apără drepturile LGBT
- sfârșitul restricțiilor bazate pe moralitate și descurajarea implicării grupelor LGBT în lupta împotriva HIV/SIDA
- dreptul la azil politic pentru cei care au fost persecutați pe baza orientării sexuale sau identității de gen
- statut consultativ pentru ILGA și alte organizații pentru drepturi LGBT pe Consiliul Drepturilor Omului al ONU
- cooperare și coordonare printre mișcările LGBT din țările dezvoltate și cele în curs de dezvoltare (numit în declarație "nordul global" și "sudul global")
- căsătorie între persoane de același sex și dreptul la adopție pentru persoane LGBT
- acces la sănătate pentru cerințele specifice ale persoanelor LGBT
- fonduri pentru operații de schimbare de sex pentru persoane transgen/transsexuale